# Anaplectoides lugubris
Anaplectoides lugubris är en fjärilsart som beskrevs av Petersen 1902. Anaplectoides lugubris ingår i släktet Anaplectoides och familjen nattflyn. Inga underarter finns listade i Catalogue of Life.